# تایشی تسوکاموتو
تایشی تسوکاموتو (انگلیسی: Taishi Tsukamoto؛ زادهٔ ۴ ژوئیهٔ ۱۹۸۵) بازیکن فوتبال اهل ژاپن است.